# Zvonek (rostlina)
Zvonek (Campanula) je rozsáhlý rod rostlin z čeledi zvonkovité. Jsou to vytrvalé nebo řidčeji jednoleté byliny se střídavými jednoduchými listy a zvonkovitými až nálevkovitými květy. Plodem je tobolka. Rod zahrnuje asi 450 druhů a je rozšířen v mírném podnebném pásu severní polokoule s přesahy do tropů a subtropů.

## Popis
Jsou to jednoleté, dvouleté až vytrvalé rostliny, většinou s výběžkatými kořeny, jejichž lodyhy jsou přímé nebo větvené, lysé nebo chlupaté a dosahují výšky od 5 cm po 2 m.
Rostliny se vyznačují různolistosti, listy vespod lodyhy bývají odlišné od listů horních, navíc níže postavené jsou rozměrově větší než horní. U některých druhů při poranění stonku nebo listu vytéká bílý latex.
Oboupohlavné květy vyrůstají někdy osamoceně, většinou jsou seskupeny do lat nebo hroznů. Bývají velké 2 až 5 cm, někdy jsou i větší. Mají většinou po 5 vytrvalých kališních a volných korunních lístcích, ty bývají rozeklány. Některé druhy mívají mezi kališními lístky ještě menší přívěsky, jejichž tvar a velikost slouží pro první orientační určení druhu. Ve květu je pět volných tyčinek s krátkými vespod ztloustlými nitkami nesoucí volné, spolu zřídka kdy srostlé prašníky. Ze spodního semeníku tvořeného 3 až 5 plodolisty vystupuje čnělka na konci rozeklaná v trojlaločnou bliznu. Pro zabránění samoopylení je květ protandrický, pyl dozrává a vysypává se dřív, než uzraje blizna. Na semeníku jsou nektarové žlázky, opylení zajišťuje hmyz.
Plodem je pukající tobolka obalená vytrvalým kalichem mající na střední semenici četná drobná, elipsoidní, hladká semena. Tobolka, převislá nebo vztyčená, se otevírá třemi chlopněmi různě umístěnými.

## Druhy v Česku
V Česku se vyskytují tyto druhy:
- zvonek boloňský (Campanula bononiensis) – teplomilný druh, roztroušený až vzácný
- zvonek broskvolistý (Campanula persicifolia) – lesní druh, roztroušeně
- zvonek český (Campanula bohemica) – endemit horských luk Krkonoš
- zvonek hadincovitý (Campanula cervicaria) – teplomilný druh, velmi vzácný až vymírající
- zvonek jemný (Campanula gentilis) – skály a sutě, roztroušeně až vzácně ve středních Čechách
- zvonek jesenický (Campanula gelida) - endemit s jedinou lokalitou Petrovy kameny (Hrubý Jeseník)
- zvonek klubkatý (Campanula glomerata) – stepní druh, roztroušeně, dva poddruhy
  - zvonek klubkatý pravý Campanula glomerata subsp. glomerata)
  - zvonek klubkatý pomoučený Campanula glomerata subsp. farinosa)
- zvonek kopřivolistý (Campanula trachelium) – různé biotopy, roztroušeně až hojně
- zvonek moravský (Campanula moravica) – skalnaté a stepní lokality, jižní a střední Morava
- zvonek okrouhlolistý (Campanula rotundifolia) – velmi proměnlivý druh, dva poddruhy
  - zvonek okrouhlolistý pravý (Campanula rotundifolia rotundifolia) – luční druh, roztroušený až hojný
  - zvonek okrouhlolistý sudetský (Campanula rotundifolia sudetica) – skály a sutě, vzácně v Krkonoších a Hrubém Jeseníku
- zvonek rozkladitý (Campanula patula) – luční druh, hojný
- zvonek řepka (Campanula rapunculus) – suchá louky, okraje cest, v křoví, do ČR v minulosti je přechodně zavlečen
- zvonek řepkovitý (Campanula rapunculoides) – různé biotopy, hojný druh
- zvonek sibiřský (Campanula sibirica) – stepní druh, jižní Morava
- zvonek širokolistý (Campanula latifolia) – horské lesy, roztroušeně
- zvonek vousatý (Campanula barbata) – horský luční druh, pouze Hrubý Jeseník a Králický Sněžník

Další druhy jsou v ČR pěstovány jako okrasné rostliny, některé popř. lokálně zplaňují, např. Campanula lactiflora, Campanula speciosa, zvonek česnáčkolistý (Campanula alliariifolia), zvonek kosníkovitý (Campanula rhomboidalis), zvonek zahradní (Campanula medium), zvonek žlutokvětý (Campanula thyrsoides) atd.
Z ČR jsou udávány dva kříženci:
- Campanula × iserana (Camapanula rhomboidalis × C. rotundifolia)
- Campanula × pilousii (Campanula bohemica × C. rotundifolia).[3]

## Význam

### Okrasné použití
Mnoho druhů je s úspěchem používáno v zahradách jako okrasné rostliny, především ve skalkách a trvalkových záhonech, při vhodném umístění nevyžadují příliš péče a pravidelně kvetou. Jednoleté druhy se celkem pravidelně vysemeňují. Některé druhy nepůvodní v dané zemi takto zplaněly a rozšířily se i do volné přírody.
Podle některých názorů zvonky patří mezi nejcennější druhy skalniček. Mezi původními druhy zvonku je mnoho druhů s rozdílným vzrůstem, některé rostou do výšky člověka, ale jiné jsou sotva vyšší než mech, podobné jsou pouze barva (modrá, fialková) a tvar květu. Byly ovšem vypěstovány odrůdy s bílou nebo růžovou barvou okvětí. V některých případech jsou vyšlechtěny odrůdy se zvětšenými květy, které mohou být až zdvojnásobené oproti původnímu druhu. Také se podařilo vypěstovat mezidruhové křížence.
Mezi nejběžněji pěstované druhy patří zvonek zahradní (Campanula medium), zvonek Campanula latiloba a zvonek broskvolistý (Campanula persicifolia). Tyto druhy jsou používány v trvalkových záhonech, jako podsadba keřů a stromů s řídkou korunou, do květnatých trávníků.
Campanula latiloba je nejsnáze pěstovatelným druhem ze zvonků, prospívá i v chudé půdě, pokud není příliš suchá, a šíří se jako plevel. Zvonek broskvolistý je zřejmě jeden z nejkrásnější zvonků. U tohoto druhu byly, jako u jednoho z mála zvonků, vyšlechtěny zahradní odrůdy. Kultivar 'Grandiflora' má nejen velké květy, jak by napovídal název, ale je také mnohem bujněji rostoucí. Jako mnohé další zvonky však tento druh není příliš dlouhověký, a jeho vlastnosti se zhoršují asi po dvou letech, takže je třeba populaci neustále obnovovat.
Zvonek širokolistý, je původní v Anglii, Skotsku a Asii, v ČR patří mezi ohrožené druhy. Šíří se při pěstování ve běžných podmínkách samovýsevem. Je pěstována odrůda s bílými květy a odrůda s názvem 'Macrantha'. Pravděpodobně jde o křížence mezi C. latifolia s některým dalším druhem, spíše než o vyšlechtěnou vnitrodruhovou odrůdu. Velké květy jsou mnohem bledší než u původního druhu. 
Campanula lactiflora je dalším druhem majestátního zvonku, rostlina dorůstá často 1,8 m na výšku. Její květy jsou malé, ale velmi
početné a velmi bledě modré barvy. Je ovšem pěstována odrůda s temněji modrými květy. C. lactiflora se šíří samovýsevem, a měla být ponechána nerušeně na stejném stanovišti více let, aby dorostla své plné krásy. Campanula pyramidalis je často pěstována v květináčích ve skleníku. Nicméně je zcela otužilá, ačkoli hyne v prvním roce po odkvětu. Také často doroste 1,8 m vysoká a zůstává kvést dlouhou dobu, nejvhodnější je slunné stanoviště. Daří se jí v prasklinách zdí. Je vhodné porost obnovit výsevem každé dva roky. Pokud je vyseta brzy na jaře a rostlině se dobře daří, kvete další rok. Pěstována je také jemně bílá a nižší odrůda nazvaná 'Compacta'. 
Často je pěstován zvonek klubkatý Campanula glomerata nebo jeho odrůdy. Snadno pěstuje. Druh nepatří mezi nejvyšší, rostlina je jen asi třicet centimetrů vysoká a kvete velkými sytě fialově zbarvenými květy, jež jsou společně seskupeny v horní polovině stonku. Bílá odrůda je velmi krásná, ale není tak vitální jako původní typ. Mezi nižší druhy patří Campanula punctata, mívá i bílé květy. Často trvá rok nebo dva, než se zapěstuje, ale pak se může stát plevelem.
Zvonek okrouhlolistý (Campanula rotundifolia) je běžně rozšířeným druhem a pouze jeho běžnost brání tomu, aby se stal oblíbenou květinou v zahradách. Pěstován je ale druh zvonek maličký (Campanula cochleariifolia).
Zvonek vousatý (Campanula barbata) je snad nejkrásnější ze všech zvonků. Ovšem je to spíše vrtošivý, náhle vymizí aniž by rostl jinde.
Campanula caespitosa je malý zvonek vhodný do skalek. Roste dobře v bohaté i chudé, propustné půdě na plném slunci. Šíří se všude, kde může najít volný prostor. C. caespitosa tvoří ve výsadbě často mimořádně krásný kontrast s rozchodníkem bílým, který kvete ve stejnou dobu.
Podobně krásný je zvonek dalmatský (Campanula portenschlagiana). Tato rostlina, i když to bude růst i v nejmenších trhlinách skály v nejžhavějším slunci, ale bude také prospívat v bohaté půdě na chladných a polostinných místech. Odrůda Bayarica má větší a sytěji fialové květy. Je vhodná na skalku, zejména na severní stranu, kde může být vysazen společně s druhem silenečka alpská (Silene alpestris) s krásným efektem. Je hluboce kořenící rostlinou a měl by být ponechán v klidu tak dlouho, jak je to možné. Může být rozmnožován buď dělením nebo řízkováním. Zvonek dalmatský, zvonek karpatský a Campanula cespitosa mají výšku mezi 15–30 cm. Jsou doporučovány jako předsadba vyšších letniček nebo okrasných keříků.
Campanula pulla je rostlina stejného vzrůstu jako C. caespitosa, ale i menší. Květy jsou temněji modré nebo spíše modrofialové. Snadno se pěstuje v úzkých štěrbinách skalky a v chudé hrubé půdě, kde se šíří vegetativně. Daří se jí buď na severní nebo na jižní straně, ale měla by mít vždy kořeny v chladnu. Může být množena dělením každé dva nebo tři roky. Druh může být množen semenem, ačkoli je vyklíčení poněkud nejisté. Používáno je množení řízkováním, stejně jako u C. caespitosa, nebo dělením.
Campanula wilsonii je křížencem mezi C. pulla a C. carpatica a bujnější než C. pulla, ačkoli je jinak stejného habitu a vzrůstu. Jsou pěstovány i další hybridy C. pulla, jako je například C. haylodgensis, ovšem jedná se o druh nejistého původu.
Campanula tommasiniana je další malý zvonek s dlouhým a velmi úzkými světle modrými květy. Poměrně snadno je pěstován na skalkách a nejlépe se mu daří na plném slunci. Je rozmnožován dělením nebo řízky. Campanula isophylla a C. fragilis jsou dva krásné druhy zvonky obvykle pěstované v květináčích, ale samozřejmě jsou příliš křehké k pěstování ve venkovních prostorách s výjimkou v teplých míst.
Některé druhy rodu vysokých nadmořských poloh Alp lze jen velmi obtížně pěstovat ve skalkách, například Campanula allioni, C. cenisia, C. excisa, C. elatines, C. lanata, a C. zoyzii. Přesto se s nimi lze setkat u sběratelů, již jsou ochotni jim vytvořit vhodné prostředí k růstu.

## Ohrožení
Podle "Černého a červeného seznamu cévnatých rostlin České republiky" byly prohlášeny za:
- kriticky ohrožené druhy: (C1–CR)

zvonek hadincovitý, zvonek jesenický
- silně ohrožené druhy: (C2–EN)

zvonek boloňský, zvonek český, zvonek vousatý, zvonek okrouhlolistý sudetský
- ohrožené druhy: (C3–VU)

zvonek jemný, zvonek sibiřský, zvonek širokolistý, zvonek klubkatý pomoučený
- druh zaregistrovaný asi omylem: (A3)

zvonek řepka

## Další druhy zvonků ve střední Evropě
Doplnění předchozího seznamu vychází ze starého Dostálova "Klíče k úplné květeně ČSR" a týká se druhů zjištěných na území Slovenska.
- zvonek alpský (Campanula alpina) – holiny, sutě a skály vyšších Karpat
- zvonek karpatský (Campanula carpatica) – vápencové skály a sutě
- zvonek maličký (Campanula pusilla) – vápencové skály a sutě Karpat
- zvonek tatranský (Campanula tatrae) – horské louky Karpat
- zvonek tlustokořenný (Campanula napuligera) – holiny a nivy vyšších Karpat
- zvonek velkoklasý (Campanula macrostachya) – výslunné stráně středního a jižního Slovenska[7]